# بني ثعبان (أزلاف)
بني ثعبان هي إحدى مشيخات المملكة المغربية، تتبع جغرافيا لإقليم الدريوش وإداريًا لأزلاف. يقدر عدد سكانها بـ 10198 نسمة حسب الإحصاء الرسمي للسكان والسكنى لسنة 2004.